# Dortjol Festival
Dortjol Festival je medjunarodna muzička manifestacija organizovana od strane Balkanske Akademije Muzike u saradnji sa Gete (Goethe) Institutom u Beogradu. Nastao je 2017. godine, i organizuje se svake godine u letnjem periodu. Fokus manifestacije jeste na međunarodnoj saradnji, odnosno koncertima koji nastaju iz saradnje domaćih i stranih muzičara, dok se žanrovski festival predstavlja kao ukrštanje džez, etno i klasične muzike. Festival je koncipiran u 5 dana  međunarodne kulturne razmene, od kojih su tri koncertna dana sa sedam nastupa, na više lokacija u Beogradu, dok su ostali dani festivala popunjeni umetničko-kulturnim sadržajem, tribinama, predavanjima, promocijama knjiga i izložbama.  

## Izvođači
Neki od dosadašnjih muzičkih izvođača festivala su:
- Branko Trijić
- Damir Bačikin
- John Schröder
- Sebastian Gramss
- Das Teleport
- Hayden Chisholm
- „The Battle of the bands: Gypsy soul vs. Funk”,

James Brown tribute Belgrade xxl vs. Dorćol kafana heroes 
- „Sirocco di grecia”

People of the wind 
- „Funeral march: The Death of ego”

- Un amor balcanico”

Faith i Branko 
- „Let’s did it!”

Agios Lavrentios Brass Band
- „Kolo”

KUD „Nikola Tesla” & Agios Lavrentios Brass band
- „Well tempered sruti box”

Hayden Chisholm 
- „Šano dušo”

The Balkan songbook 